# ビルギット (小惑星)
ビルギット (960 Birgit) は小惑星帯に位置するフローラ族のS型小惑星である。ハイデルベルクのケーニッヒシュトゥール天文台でカール・ラインムートによって発見された。
スウェーデンの天文学者 Bror Ansgar Asplind の娘にちなんで命名された。